# Marcus Kück
Marcus Kück (* 24. Januar 1973 in Stade) ist ein ehemaliger deutscher Basketballspieler.

## Laufbahn
Kück war deutscher Juniorennationalspieler, 1992 nahm er mit der Auswahl des Deutschen Basketball Bundes an der Europameisterschaft in Ungarn teil, 1994 gehörte er zum deutschen Aufgebot bei der U22-EM.
Auf Vereinsebene spielte der 2,05 Meter große Innenspieler Anfang der 1990er Jahre bei der BG Ludwigsburg in der Basketball-Bundesliga und im Europapokal. Bis 1999 stand er in Diensten des Zweitligisten BG 74 Göttingen. In der Saison 1999/2000 stieg Kück mit dem Oldenburger TB von der zweiten in die erste Bundesliga auf, anschließend wechselte er zu den Schwelmer Baskets in die 2. Bundesliga.
Er blieb bis 2003 in Schwelm, in der Saison 2003/04 verstärkte er den Regionalligisten FC Schalke 04. Nach einer Zwischenstation bei BT Wuppertal (2. Regionalliga) war Kück ab 2005 wieder in Schwelm (mittlerweile Regionalliga) aktiv.